# Toluca
Pour les articles homonymes, voir Toluca (homonymie).
Toluca ou Toluca de Lerdo est la capitale de l'État de Mexico. C'est le centre d'une zone urbaine, et la cinquième ville du Mexique. Elle est située à 63 km au sud-ouest de Mexico.
Selon le recensement de 2005, la population de la ville de Toluca s'élève à 467 712 habitants, la population totale de la municipalité s'élevant à 747 512 habitants. La zone métropolitaine de la vallée de Toluca est composée de 12 municipalités et possède une population estimée en 2008 à 1 714 831 habitants[réf. nécessaire]. Ce qui fait de la zone métropolitaine de Toluca la cinquième agglomération plus importante du Mexique.

## Toponymie
Quand Toluca est fondée par les Matlazincas, son nom est Nepintahihui (« terre du maïs »). Son nom actuel vient du nahuatl Tōllohcān qui signifie « lieu du dieu Tōlloh » (Nzehñi en otomi, Zúmi en mazahua).
Après la conquête du Mexique par les Espagnols, celle-ci prit le nom de Toluca de San José. En 1861 la municipalité prend par décret le nom de Toluca de Lerdo en mémoire de l'homme politique Miguel Lerdo de Tejada.

## Histoire

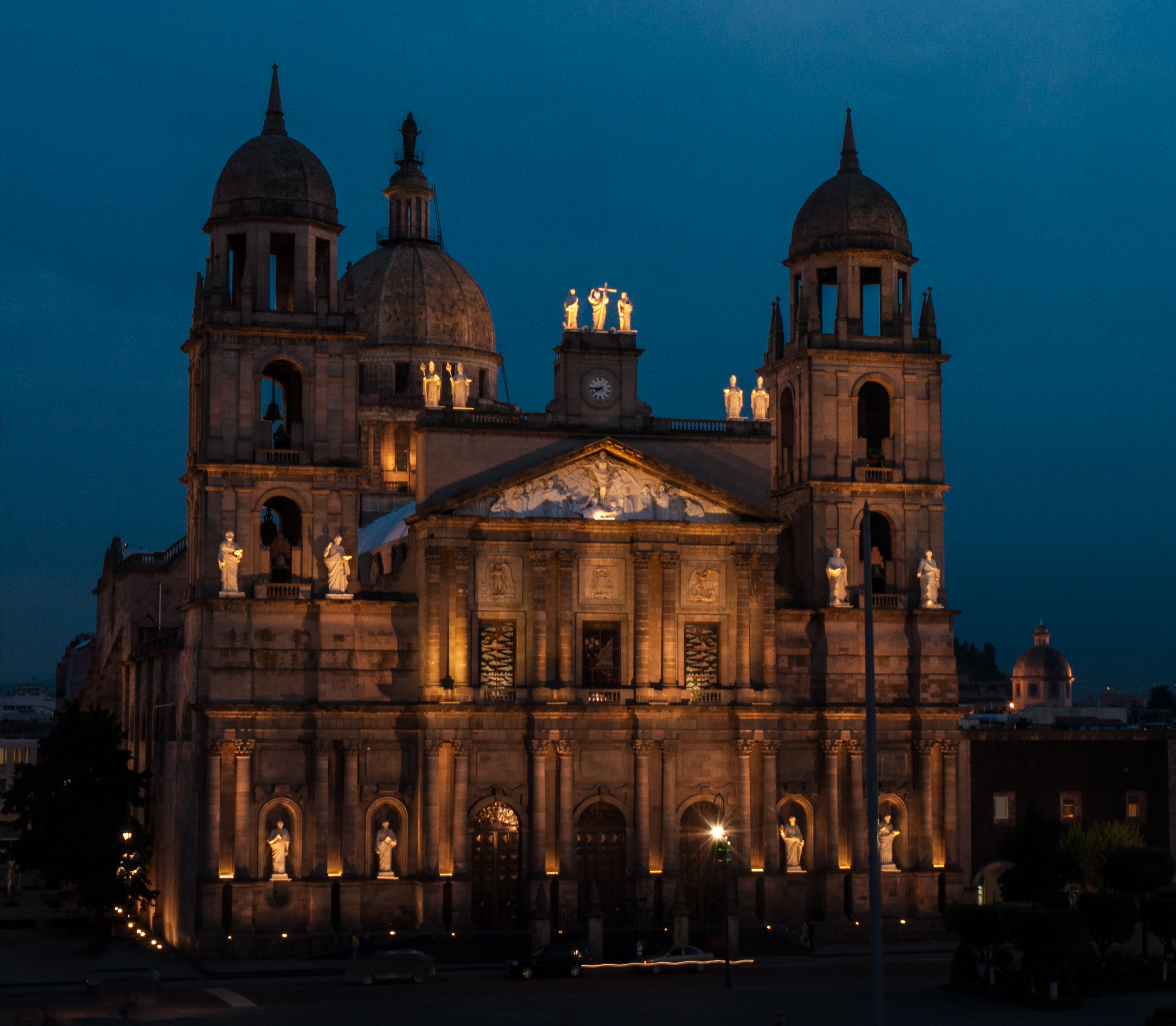
Vue de la Cathédrale de Toluca de San José depuis la Plaza de los Mártires

### Période pré-hispanique
La vallée de Toluca est appelée la vallée Matlatzinco et c'est le foyer d'au moins quatre groupes linguistiques : les Matlatzincas, les Otomi, les Mazahua et les Nahuas. Durant la période post-classique, une grande et puissante capitale règne sur la vallée, et dont les ruines sont situées aujourd'hui dans le village de Calixtlahuaca, juste au nord de la ville actuelle de Toluca. Tollocan est alors une cité-état mineure et rivale de Calixtlahuaca.
En 1478, le tlatoani mexica Axayacatl conquiert la vallée et détruit Calixtlahuaca.
La capitale est dépossédée de sa dynastie, de son influence et certaines terres sont distribuées aux nobles de la vallée de Mexico. Axayacatl établit alors sa capitale de province impériale à Tollocan, à travers laquelle les villes de la vallée de Toluca payaient un tribut à l'Empire aztèque.
Après la conquête  Espagnole, le nom Tollocan devient Toluca.
Les archéologues n'ont pas encore mis au jour d'implantation majeure datant de la période post-classique au sein de la ville moderne. La cité pré-hispanique de Tollocan a été détruite et couverte par l'expansion de la cité de Toluca, ou alors les vestiges de Tollocan pourraient être situés en dehors de la ville actuelle. Un petit site archéologique a été découvert dans la colline appelée Tolochi, au nord de la ville, mais les vestiges restent peu substantiels pour être ceux d'une majeure capitale provinciale.
L'arbre des manitas rojas (« petites mains rouges ») a été planté avant la conquête espagnole dans ce qui est aujourd'hui le monastère de Nuestra Señora del Carmen. La présence de cet arbre est significatif car il montre que Toluca était suffisamment importante pour les Aztèques pour qu'ils créent un jardin.

### Période coloniale
En 1521, la vallée de Toluca est conquise par les Espagnols. Les troupes étaient menées par Gonzalo de Sandoval, un des nombreux capitaines de Cortés. La vallée fait partie de la concession faite par le roi Charles V d'Espagne à Hernán Cortés. Le premier gouverneur de Toluca est Pedro Cortés Coyotzin.
En 1524, le processus d'évangélisation commence à Toluca. Une des personnalités les plus notables en est le frère Andrés Castro, de Burgos, qui a apporté un grand nombre d'améliorations à la cité et a été le premier à apprendre la langue autochtone matlazinca.
Une statue à son effigie, érigée sur une place qui porte son nom, commémore cette période.
Une communauté espagnole est fondée dès 1530, mais Toluca n'est considérée comme une ville qu'en 1677. En 1793, commence la construction d'une route vers Mexico. Si Toluca est reconnue comme une grande ville dès 1662, son nom en revanche ne sera officiellement reconnu par Charles IV d'Espagne que le 12 septembre 1799.

### Indépendance et post-indépendance
En 1810, Miguel Hidalgo s'est arrêté à Toluca quelques jours avant la bataille de Monte de las Cruces. En 1811, un groupe d'insurgés mexicains est fusillé par des Espagnols royalistes.
La place où eut lieu l'exécution porte le nom de la Plaza de los Mártires (« Place des Martyrs »). En 1812, le premier conseil de la ville de Toluca est mis en place. En 1821, l'indépendance est proclamée par les autorités locales.
Après la création de l'État de Mexico en 1825, différentes villes sont désignées successivement comme capitale de l'état. Finalement en 1830, Toluca est désignée en tant que capitale constitutionnelle de l'État de Mexico. En 1832, la construction des Portales débute dans le centre-ville de Toluca. En 1836, du fait de la centralisation du gouvernement mexicain fédéral, toutes les branches  du gouvernement sont mutées à Mexico.
En 1847, grâce à Ignacio Ramírez, l'institut de littérature El Nigromante ouvre ses portes. En 1851, le «Teatro Principal» est construit par González Arratia. Mariano Riva Palacio est nommé gouverneur de l'État et entame le plus important processus de modernisation de la ville au XIXe siècle. En 1881, l'Union industrielle est créée, une ligne de chemin de fer est ouverte. En 1882, l'École normale des professeurs est fondée. En 1910, le peuple célèbre un siècle d'indépendance et la Plaza España est inaugurée.

## Géographie
Toluca est située à 2 668 m d'altitude. Les températures oscillent entre 2 et 22 °C en été et entre -2 et 18 °C en hiver. Son climat est tempéré subhumide avec des pluies en été.

## Économie
Pendant l'époque coloniale, Toluca gagne en importance économique en tant que producteur de viandes salées et fumées. La ville voisine de Lerma perpétue cette tradition. Toutefois depuis cette époque l'économie de Toluca s'est diversifiée et est devenue une des zones les plus industrialisées du Mexique.
Sa position géographique dans le centre du pays et la proximité de la ville de Mexico tout comme ses infrastructures bien développées ont permis à Toluca de devenir un pôle industriel de l'État de Mexico. Toluca commence à consolider sa position dans les années 1940, mais l'industrialisation la plus intense commence en 1950 et continue durant une majeure partie des années 1980.
La croissance et l'industrialisation de Toluca est liée à la croissance et aux changements des activités économiques qui se sont produits dans la zone métropolitaine de la ville de Mexico. La plupart des entreprises industrielles sont des petites et très petites entreprises, mais la ville a attiré un grand nombre de multinationales. La majeure partie des biens produits concerne la machinerie, l'agro-alimentaire, la fonderie, la papèterie et l'imprimerie tout comme la fabrication d'automobiles.
La base industrielle de la zone métropolitaine de Toluca emploie plus de 33 % de la population de la municipalité et 6 % de la population de l'État.

## Enseignement
Cette ville a une grande université malgré sa proximité avec la capitale, Mexico.

## Sport
Le Deportivo Toluca Fútbol Club est la plus grande institution sportive de la ville, fondée le 12 février 1917. Le stade du club est l'Estadio Nemesio Diez. Il a été officiellement inauguré le 8 août 1954 et peut accueillir 30 000 spectateurs. Actuellement, le club masculin participe à la première division du Mexique depuis 1954. Il compte également un club de football professionnel féminin, le Deportivo Toluca Femenil, qui participe à la première division féminine du Mexique depuis 2017. Le club féminin a été fondé au année 2017. Le club joue ses matchs à domicile au stade Nemesio Diez.

## Jumelage
- Saitama (Japon)
- Kozani (Grèce)
- Fort Worth (États-Unis) depuis 1998
- Suwon (Corée du Sud) depuis 1999
- Urawa (Japon)
- Reggio d'Émilie (Italie)

## Personnalités célèbres
- Heriberto Enriquez, auteur des paroles de l'hymne de l'État de Mexico.
- Javier Lozano Barragan (1933-2022), cardinal de l'Église catholique romaine.
- Dionicio Cerón Pizarro, né en 1965 à Toluca, athlète mexicain, deuxième du marathon.des championnats du monde d'athlétisme 1995.

## Évêché

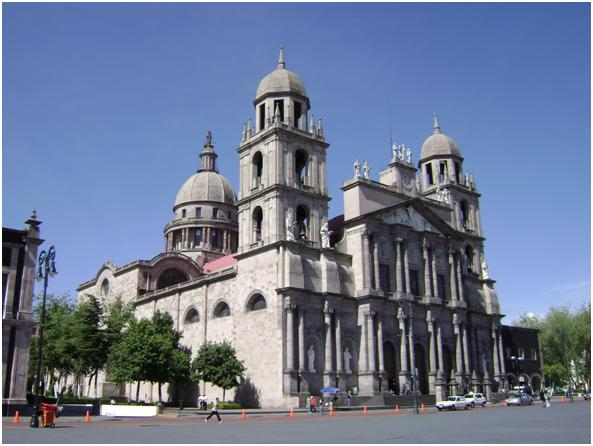
Cathédrale de Toluca

- Diocèse de Toluca
- Cathédrale de Toluca